# 宗教警察
宗教警察是各個宗教中为了禁止败德行为、推崇道德行为而设立的一种警察组织。
至今世界上仍有17個國家採行「宗教警察制」，包括沙烏地阿拉伯、阿聯酋、印度、巴基斯坦、伊朗、蘇丹、索馬利亞、奈及利亞、阿爾及利亞、黎巴嫩、摩洛哥、馬來西亞、印尼、汶萊和馬爾地夫，他們執行宗教法律，如宗教對服裝的要求、祈禱要求、飲食要求等。

## 另見
- 穆塔韋：伊斯蘭宗教警察
- 沙特阿拉伯王国设有促进道德防范罪恶委员会。
- 伊朗在伊斯兰革命之后也设有类似的宗教警察机构。
- 阿富汗在塔利班政权时期设立有扬善惩恶委员会。